# Кассар, Жак
Жак Касса́р (фр. Jacques Cassard; 30 сентября 1679, Нант — 21 января 1740, Гам) — французский корсар.
В 1697 году участвовал в экспедиции барона де Пуантиса на Картахену.
Оказал большие услуги французскому правительству в Войну за испанское наследство (1701—1714 годы).
В 1709 году, во время неурожая, конвоировал в Марсель суда с хлебом, закупленным в Африке, в 1710 году у берегов Сицилии взял 2 английских корабля, в 1712 году взял с Суринама контрибуцию в 800 000 ливров, в следующем году с Кюрасао выкуп в 115 000 пиастров и в 1713 году вернулся в Тулон, разбив на пути английскую эскадру.
При Людовике XV Кассар, бывший плохим придворным, впал в немилость у министров и в 1736 году, по распоряжению кардинала Флери, был заточён в Гамский замок (фр. Château de Ham), где и умер. В Нанте имеется памятник Кассару. С 2010 года имя Жака носит лицей в Нанте.